# Let 3
Let 3 è un gruppo musicale croato formato a Fiume nel 1987.
Hanno rappresentato la Croazia all'Eurovision Song Contest 2023 con il brano Mama šč!.

## Storia
Alla fine degli anni '70, il frontman Damir "Mrle" Martinović suonava nel gruppo punk fiumano Termiti; dopo il suo scioglimento ha suonato nei Strukturne ptice. Zoran "Prlja" Prodanović, l'altro leader del gruppo, suonava invece con gli Umjetnici ulice. I due si sono incontrati e nel 1986 hanno fondato, insieme ad altri musicisti di Fiume, i Let 2, rinominati l'anno successivo in Let 3 prima della pubblicazione delle loro prime due canzoni nella compilation Rijeka-Paris-Texas.
L'album di debutto dei Let 3, Two Dogs Fuckin', è uscito nel 1989, ma è con il secondo album El Desperado (1991) che hanno ottenuto un grande successo che li ha portati a esibirsi a livello internazionale.
Nel 1996 hanno collaborato con il regista Ivica Buljan alla realizzazione dello spettacolo teatrale Fedra, la prima in Croazia a mettere al centro della scena un gruppo rock. Lo spettacolo ha vinto il premio Porin, il principale riconoscimento musicale croato, alla migliore colonna sonora per un'opera teatrale. I Let 3 vinceranno altri tre premi Porin: uno nel 2001 al miglior album di musica alternativa per Jedina, e due nel 2006 al miglior album rock per Bombardiranje Srbije i Čačka e al miglior video musicale per Ero s onoga svijeta.
Nel dicembre 2022 è stata annunciata dall'emittente radiotelevisiva nazionale HRT la partecipazione dei Let 3 a Dora 2023, il programma di selezione del rappresentante croato all'Eurovision Song Contest, dove hanno presentato l'inedito Mama šč!. L'11 febbraio 2023 i Let 3 hanno preso parte all'evento, dove il voto combinato di pubblico e giuria li ha scelti come vincitori e rappresentanti nazionali sul palco eurovisivo a Liverpool. Nel maggio successivo, dopo essersi qualificati dalla prima semifinale, i Let 3 si sono esibiti nella finale eurovisiva, dove si sono piazzati al 13º posto su 26 partecipanti con 123 punti totalizzati. Il 16 dicembre 2023 sono stati annunciati fra i partecipanti del Dora 2024 con l'inedito Babaroga.

## Formazione
Attuale
- Zoran Prodanović (Prlja) – voce
- Damir Martinović (Mrle) – basso, cori
- Ivan Bojčić (Bean) – batteria
- Dražen Baljak (Baljak) – chitarra
- Matej Zec (Knki) – chitarra

Membri precedenti
- Branko Kovačić (Husta) – batteria
- Kornelije Đuras (Korni) – tastiera
- Ivan Šarar (Faf) – tastiera
- Ivica Dražić (Miki) – chitarra
- Nenad Tubin – batteria
- Igor Perović (Gigi) – chitarra
- Zoran Klasić (Klas) – chitarra
- Orijen Modrušan – chitarra
- Alen Tibljaš – batteria
- Marko Bradaschia – batteria
- Dean Benzia – batteria
- Siniša Banović – batteria
- Ljubomir Silić – basso
- Raoul Varljen – tastiera

## Discografia

### Album in studio
- 1989 – Two Dogs Fuckin'
- 1991 – El Desperado
- 1994 – Peace
- 1997 – Nečuveno
- 2000 – Jedina
- 2005 – Bombardiranje Srbije i Čačka
- 2013 – Kurcem do vjere/Thank You Lord
- 2016 – Angela Merkel sere
- 2023 – Šč!

### Album live
- 1996 – Živi kurac

### Raccolte
- 2009 – Živa pička

### Opere audiovisive
- 2008 – Živa pička - Krunski dokaz ljubavi

### EP
- 1994 – Kontinentio
- 2005 – Rado ide srbin u vojnike (Pička)

### Singoli
- 2000 – Tazi-tazi
- 2014 – Divljakuša
- 2015 – Hvala tebi Kriste
- 2017 – Karmen
- 2020 – Sam u vodi (con Tereza Kesovija)
- 2020 – Maček v žalkju (con Tinkara Kovač)
- 2022 – Tvoje su priče Eiffelov toranj (con MrLee & Ivanesky)
- 2022 – Glavanovo/Malo san maka (con i TBF)
- 2022 – Drama (con Alka Vuica)
- 2023 – Mama šč!
- 2024 – Babaroga